# Hydroxybenzylalkohole
| Gefahrensymbol |

| Gefahrensymbol | Gefahrensymbol |

| Gefahrensymbol |

Die Hydroxybenzylalkohole (seltener Methylolphenole) bilden in der Chemie eine Stoffgruppe, die sich sowohl vom Benzylalkohol als auch vom Phenol ableitet. Die Struktur besteht aus einem Benzolring mit angefügter Hydroxymethyl- (–CH2OH) und Hydroxygruppe (–OH) als Substituenten. Durch deren unterschiedliche Anordnung (ortho, meta oder para) ergeben sich drei Konstitutionsisomere mit der Summenformel C7H8O2. Der 2-Hydroxybenzylalkohol ist unter seinem Trivialnamen Salicylalkohol bekannt. In ihrer Acidität unterscheiden sie sich kaum vom Phenol (pKs-Wert = 9,99).